# George Goldsmith
George Goldsmith (11 tháng 3 năm 1905 – 1974) là một cầu thủ bóng đá thi đấu cho Bishop Auckland, Loftus Albion, Hull City, Tottenham Hotspur và Bolton Wanderers.

## Sự nghiệp bóng đá
Goldsmith thi đấu bóng đá non-league cho Bishop Auckland và Loftus Albion trước khi gia nhập Hull City. Hậu vệ phải này thi đấu 172 trận cho câu lạc bộ ở Anlaby Road từ năm 1928 đến năm 1933. Năm 1934, Goldsmith ký hợp đồng với Tottenham Hotspur và thi đấu thêm 1 trận  trước khi gia nhập Bolton Wanderers nơi ông thi đấu thêm 19 trận.